# Rossemaison
Rossemaison je obec ve švýcarském kantonu Jura. Žije zde 634 obyvatel.

## Geografie

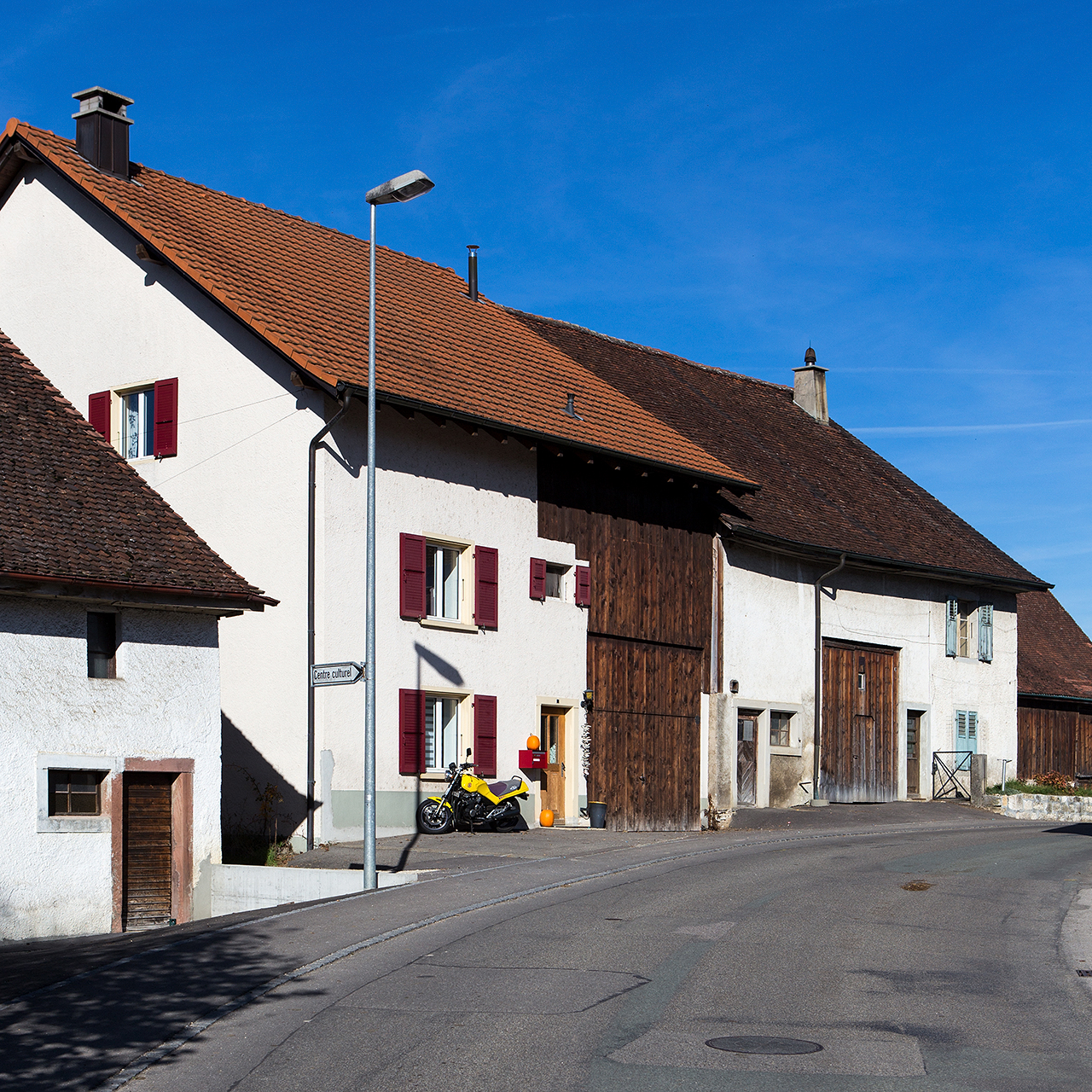
Centrum obce

Rossemaison leží v nadmořské výšce 455 m, 2 km jižně od hlavního města kantonu, Delémontu. Obec se nachází na mírném severním svahu v centrální části Delémontské pánve, široké prohlubně v pohoří Faltenjura.
Území obce o rozloze pouhých 1,9 km² tvoří malá část v centrální části intenzivně obdělávané roviny Delémontské pánve. Území obce se rozprostírá od roviny řeky Sorne, levého přítoku řeky Birs, v nadmořské výšce 425 m n. m. na jihovýchodě až k Montchaibeux. Tato zalesněná vyvýšenina, izolovaný kopec v Delémontské kotlině, tvoří s 627 m n. m. nejvyšší bod obce. V roce 1997 bylo 12 % rozlohy obce pokryto zastavěnou plochou, 18 % lesy a lesními porosty a 71 % zemědělskými plochami.
Sousedními obcemi Rossemaisonu jsou Courtételle, Delémont, Courrendlin a Châtillon.

## Historie
Rossemaison byl poprvé zmíněn v roce 1194 jako Rondemunt, což se odvozuje od latinského mons rotundus „kulatá hora“ (konkrétně Montchaibeux). Jméno Rosemason se objevuje také v roce 1462. Obec patřila k opatství Moutier-Grandval a i po reformaci si zachovala katolickou víru. V letech 1797–1815 patřil Rossemaison k Francii a zpočátku byl součástí départementu Mont-Terrible, od roku 1800 byl součástí départementu Haut-Rhin. Na základě rozhodnutí Vídeňského kongresu v roce 1815 se obec stala součástí kantonu Bern v okrese Moutier. Obyvatelé Rossemaisonu se v jurských plebiscitech vždy vyslovovali pro vznik kantonu Jura. Jako hraniční obec v okrese Moutier se Rossemaison v referendu 7. září 1975 rozhodl pro kanton Jura, v roce 1976 se připojil k okresu Delémont a 1. ledna 1979 se stal součástí nově vzniklého kantonu Jura.

## Obyvatelstvo
| Rok            | 1850 | 1900 | 1910 | 1930 | 1950 | 1960 | 1970 | 1980 | 1990 | 2000 |
| Počet obyvatel | 185  | 192  | 251  | 260  | 248  | 281  | 315  | 426  | 486  | 501  |

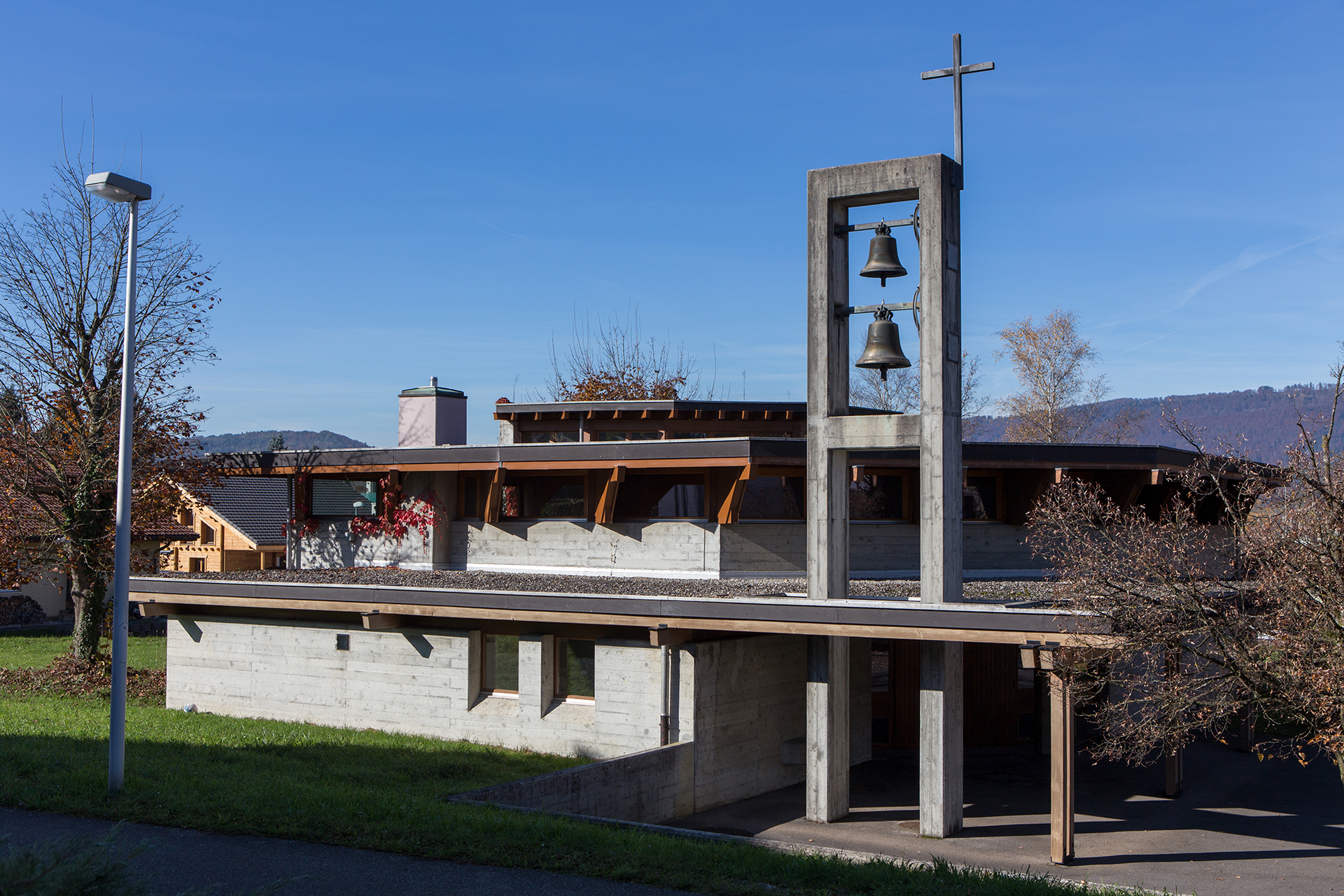
Moderní kaple v obci

Z celkového počtu obyvatel je 93,4 % francouzsky mluvících, 4,0 % německy mluvících a 2,2 % italsky mluvících (stav v roce 2000). Až do začátku 20. století v obci žilo přibližně 200 obyvatel. Díky blízkosti Delémontu počet obyvatel v posledních desetiletích neustále roste. Dnes Rossemaison téměř srůstá s jižní obchodní a průmyslovou zónou Delémontu.

## Hospodářství
Až do druhé poloviny 20. století byla obec převážně zemědělská. V posledních desetiletích se však Rossemaison stal rezidenční obcí s rozsáhlou obytnou zónou na východním okraji obce. Vzhledem k tomu, že v obci nejsou téměř žádná pracovní místa mimo zemědělský sektor, mnoho zaměstnanců (přibližně 60 %) dojíždí za prací především do nedalekého Delémontu.

## Doprava
Přestože se Rossemaison nachází mimo průjezdní komunikace, má dobré dopravní spojení. Na severním okraji obce vede obchvat Delémontu podél dálnice A16, která je napojena jak na švýcarskou státní silniční síť, tak na francouzskou dálniční síť. Do obce jezdí autobusová linka z Delémontu do Châtillonu.